# José Pedro Gomes
José Pedro Maia Gomes (* 21. Oktober 1994 in Vila do Conde) ist ein portugiesischer Volleyballspieler.

## Karriere
Gomes spielte ab 2012 in der ersten portugiesischen Liga. 2012 und 2013 nahm er mit der portugiesischen Nationalmannschaft an der Volleyball-Weltliga teil. 2016 gewann der Außenangreifer mit Castêlo da Maia Ginásio Clube die nationale Meisterschaft. In der Saison 2016/17 spielte er bei Associação Académica de São Mamede. Anschließend wechselte er zunächst nach Guimarães zum Vitória Sport Clube Voleibol. Im November 2017 wurde er jedoch nachträglich vom deutschen Bundesligisten TSV Herrsching verpflichtet.